# (4142) Dersu-Uzala
(4142) Dersu-Uzala es un asteroide que forma parte del grupo de los asteroides que cruzan la órbita de Marte y fue descubierto por Zdeňka Vávrová desde el Observatorio Kleť, cerca de České Budějovice, República Checa, el 28 de mayo de 1981.

## Designación y nombre
Dersu-Uzala fue designado al principio como 1981 KE.
Posteriormente, en 1993, se nombró por Dersú Uzalá, un libro de viajes del escritor y explorador ruso Vladímir Arséniev (1872-1930) cuyo título está inspirado en un habitante de la taiga siberiana del mismo nombre.

## Características orbitales
Dersu-Uzala está situado a una distancia media del Sol de 1,912 ua, pudiendo acercarse hasta 1,622 ua y alejarse hasta 2,201 ua. Tiene una excentricidad de 0,1512 y una inclinación orbital de 26,49 grados. Emplea en completar una órbita alrededor del Sol 965,3 días.
Dersu-Uzala pertenece al grupo asteroidal de Hungaria.

## Características físicas
La magnitud absoluta de Dersu-Uzala es 13 y el periodo de rotación de 140 horas. Está asignado al tipo espectral A de la clasificación SMASSII.